# Dingana dingana
Dingana dingana là một loài bướm ngày thuộc họ Nymphalidae. Nó được tìm thấy ở KwaZulu-Natal midfields from the Drakensberg foothills to the Mooi River.
Sải cánh dài 58–62 mm đối với con đực và 55–60 mm đối với con cái. Con trưởng thành bay từ tháng 9 đến tháng 10 (nhiều nhất vào tháng 10). Có một lứa một năm
Ấu trùng có thể ăn các loài Poaceae khác nhau, bao gồm Ehrharta erecta và Pennisetum clandestinum.